# 고금 봉암사
고금 봉암사(古今 鳳岩祠)는 대한민국 전라남도 완도군 고금면 회룡리에 있는 사당이다. 2014년 12월 24일 완도군의 향토문화유산 제19호로 지정되었다.

## 지정 사유
봉암사는 1954년 건립하였으며, 석포 강영약, 두남 강인수 선생을 배향하고 있다.